# Longue-Rive
Longue-Rive es un municipio canadiense situado en la provincia de Quebec.

## Superficie
Longue-Rive tiene una superficie de 308,06 km².

## Demografía
En 2021, tenía 918 habitantes, una densidad poblacional de 3 hab./km², y 562 viviendas.